# 1-eicoseen
1-eicoseen is een alfa-alkeen, een onverzadigde koolwaterstof met twintig koolstofatomen en een dubbele binding aan het uiteinde van de koolstofketen. Het is bij kamertemperatuur een vaste stof: ze smelt tussen 26 en 30°C.

## Synthese
Samen met andere alfa-alkenen kan ze bereid worden door de oligomerisatie van etheen, bijvoorbeeld in het Shell higher olefin process (SHOP).

## Toepassingen
1-eicoseen wordt voornamelijk gebruikt als chemisch tussenproduct, onder meer voor smeerolieadditieven, epoxiden, en copolymeren. VP-eicoseen-copolymeer, het copolymeer van 1-eicoseen met N-vinylpyrrolidon wordt in de cosmetica gebruikt. Andere copolymeren van eicoseen worden toegepast in toners.